# 楊兆
楊兆（1528年—1587年），字夢鏡，號晴川，陝西延安府膚施縣人，明朝政治人物。嘉靖丙辰進士。萬曆間官至工部尚書。

## 生平
嘉靖三十四年乙卯科（1555年）陝西鄉試第十二名舉人。嘉靖三十五年（1556年）中式丙辰科會試第二百九名，二甲第八十名進士。大理寺观政，授工部主事，历升员外郎，四十一年十月以皇极殿等工程完工，升一级为郎中，四十二年升浙江嘉兴府知府，四十五年升浙江按察司副使。隆慶二年（1568年）復除大名永平等处兵备山东按察司副使，四年十月升都察院右佥都御史、整饬蓟州兵备兼巡抚顺天等处，萬曆元年十月升右副都御史，照旧巡抚。二年（1574年）七月，升任兵部右侍郎兼佥都御史、蓟辽总督。萬曆五年（1577年）十二月，轉南京兵部尚書，七年十月改协理京营戎政兵部尚书，九年五月引疾乞归。萬曆十一年四月，起复工部尚書。万历十五年（1587年）去世，年六十，四月賜祭葬，贈少保，

## 家族
曾祖楊春；祖父楊威，蜀府教授、以子楊本源貴贈奉政大夫南京戶部郎中；祖母白氏，贈宜人。父楊本深（1487年-1546年），字季渊，号西村，正德八年癸酉舉人，監察御史。前母甄氏，贈安人；母忽氏，封太安人。兄杨知、杨唯、杨吉（知府）、弟杨栗。
兄楊吉，進士。女婿宁夏总兵萧如薰。子楊汝勳，錦衣衛千户；次子楊汝業、楊汝松（萬曆壬午舉人）。